# Marvell Technology
Marvell Technology, Inc. er en amerikansk mikrochip-virksomhed med hovedkvarter i Santa Clara, Californien. Virksomheden blev etableret i 1995, og har i dag over 10.000 patenter. I 2021 var der 6.000 ansatte og en omsætning på 4,5 mia. amerikanske dollar.